# Polanka (Równina Gryficka)
Polanka – wzniesienie o wysokości 56,3 m n.p.m. na Równinie Gryfickiej, położone w woj. zachodniopomorskim, w powiecie kołobrzeskim, w gminie Siemyśl, między wsią Trzynik a jeziorem Kamienica. 
Nazwę Polanka wprowadzono urzędowo rozporządzeniem w 1949 roku, zastępując poprzednią niemiecką nazwę Groß Kavels Berg.